# Montagudet
Montagudet is een gemeente in het Franse departement Tarn-et-Garonne (regio Occitanie) en telt 175 inwoners (2005). De plaats maakt deel uit van het arrondissement Castelsarrasin.

## Geografie
De oppervlakte van Montagudet bedraagt 12,0 km², de bevolkingsdichtheid is 14,6 inwoners per km².
De onderstaande kaart toont de ligging van Montagudet met de belangrijkste infrastructuur en aangrenzende gemeenten.

## Demografie
Onderstaande figuur toont het verloop van het inwonertal (bron: INSEE-tellingen).